# Fira de vins de Catalunya
La Fira de vins de Catalunya és una fira que se celebra des del 1981 a mitjans d'agost organitzada a Pals des del principi per l'Institut Català de la Vinya i el Vi i la Unió d'empresaris d'hostaleria i turisme Costa Brava. L'objectiu des de la primera edició és donar a conèixer els vins no només als professionals, sinó a tots els públics. Jaume Ciurana, que era el director de l'INCAVI el 1981, tingué la idea. Des de l'edició de 1996, la Fira també incorpora una mostra de formatges artesans de Catalunya i la presència d'una denominació d'origen de l'estat espanyol amb l'objectiu de completar l'oferta de la fira. Des d'aquest any han passat les DO: Vins de Mallorca (1996), Somontano (1997 i 2005), Rueda (1998), Montilla-Moriles (1999), Rías Baixas (2000), La Mancha (2001), Navarra (2002), València (2003), Toro (2004), Arabko Txakolina i SDO Rioja Alavesa (2006) i Jumilla (2007), DO Ribeiro (2008), DO Ribera del Guadiana (2009), Vins del Roselló (2010), DOP Alicante (2011), Ribera del Duero (2012) i Valdepeñas (2013).

## Història
Plantejada la idea a l'ajuntament de Palafrugell el recinte escollit fou el Camp d'en Prats. A l'aire lliure i utilitzant com a expositors les clàssiques barques de pesca, s'organitzà la primera fira, sota el nom de “Fira de Vins de Catalunya a la Costa Brava”, que comptà fins i tot amb la visita del Molt Honorable President de la Generalitat de Catalunya, Jordi Pujol.
Tot i que la idea inicial era fer una fira itinerant, poble a poble per la comarca del Baix Empordà, el fracàs de la tercera edició celebrada a Palamós va fer recuperar, per a la quarta, el recinte de Ca la Pruna al pedró de Pals, on s'havia celebrat amb gran èxit la segona edició. Davant l'èxit més important encara es decidí mantenir Pals com a seu permanent de la Fira, i l'ajuntament de Pals començà a adequar els baixos de Ca la Pruna per deixar-hi una exposició permanent dels productes vinícoles catalans.